# نبوکو ناکاهارا
نبوکو ناکاهارا (ژاپنی: 中原暢子، ۵ ژانویه ۱۹۲۹–۵ ژوئیه ۲۰۰۸) معمار ژاپنی بود که پس از جنگ جهانی دوم به شهرت رسید. ناکاهارا یکی از اولین زنانی بود که در ژاپن مجوز فعالیت معماری گرفت.

## زندگی‌نامه
ناکاهارا در اوراوا، سایتاما در سال ۱۹۲۹ به دنیا آمد. در سال ۱۹۴۵، او در مدرسه ویژه کاسئی گاکوین در رشته اقتصاد خانه تحصیل کرد. پس از فارغ‌التحصیلی، ناکاهارا از رشتهٔ تحصیلی خود ناراضی بود و تصمیم گرفت معماری را دنبال کند. در سال ۱۹۵۱ در مؤسسه فناوری موساشی ثبت نام کرد و در آنجا در رشتهٔ معماری تحصیل کرد.
او رئیس UIFA (فرانسوی: L'Union Internationale des Femmes Architectes‎اتحادیهٔ بین‌المللی معماران زن) بود.
در سپتامبر ۱۹۵۳، ناکاهارا به همراه تعدادی دیگر از معماران زن، PODOKO، انجمن زنان در طراحی را تأسیس کردند.
نبوکو ناکاهارا در ۵ ژوئیه ۲۰۰۸ در سن ۷۹ سالگی درگذشت.